# سنگ‌نگاره زن ایلامی و ندیمه
سنگ‌نگاره زن ایلامی و ندیمه از آثار باستانی دوره ایلام است. بر روی این سنگ نگاره نقش زنی ایلامی وجود دارد که در حال نخ‌ریسی است و موهایش را به زیبایی آراسته و ندیمه اش او را باد می‌زند. زن عیلامی بر روی چهارپایه‌ای نشسته و مشغول نخ ریسی است، جلوی او هم میزی با بشقاب غذا (ماهی سرخ شده) قرار دارد. این اثر در موزه لوور پاریس نگهداری می‌شود. تاریخ ساخت این سنگ‌نگاره سده هفتم و هشتم پیش از میلاد است. این اثر تاریخی متعلق به دوران ایلامیان است و در منطقه شوش کشف شده‌است.